# Liste der Nummer-eins-Hits in Australien (1976)
Diese Liste enthält alle Nummer-eins-Hits in Australien im Jahr 1976. Grundlage sind die Top 50 der australischen Charts der ARIA. Es gab in diesem Jahr 13 Nummer-eins-Singles und 9 Nummer-eins-Alben.

## Singles
| ← 1975 ← | Liste der Nummer-eins-Hits in Australien | Liste der Nummer-eins-Hits in Australien | Liste der Nummer-eins-Hits in Australien                                                | 1977 →                    |
| \| Zeitraum \| Wo. ges. \| Interpret \| Titel Autor(en) \| Zusätzliche Informationen \| \| (Zeitraum, Wochen auf Platz eins, Interpret, Titel, Autor[en], zusätzliche Informationen) \| \| \| \| \| \| ----------------------------------------------------------------------------------------- \| -------- \| --------------------- \| --------------------------------------------------------------------------------------- \| ------------------------- \| \| 3. November 1975 – 11. Januar 1976 10 Wochen \| 10 \| ABBA \| Mamma Mia Benny Goran Bror Andersson, Björn K. Ulvaeus \| – \| \| 12. Januar 1976 – 18. Januar 1976 1 Woche \| 1 \| ABBA \| SOS Stig Erik Leopold Andersson, Benny Goran Bror Andersson, Björn K. Ulvaeus \| – \| \| 19. Januar 1976 – 29. Februar 1976 6 Wochen \| 6 \| Ted Mulry Gang \| Jump in My Car Martin Albert Mulry \| – \| \| 1. März 1976 – 21. März 1976 3 Wochen \| 3 \| C. W. McCall \| Convoy William Fries, Chip Davis \| – \| \| 22. März 1976 – 4. April 1976 2 Wochen \| 2 \| Queen \| Bohemian Rhapsody Frederick Mercury \| – \| \| 5. April 1976 – 11. Juli 1976 14 Wochen \| 14 \| ABBA \| Fernando Benny Goran Bror Andersson, Björn K. Ulvaeus, Stig Erik Leopold Anderson \| – \| \| 12. Juli 1976 – 8. August 1976 4 Wochen \| 4 \| Sherbet \| Howzat Anthony Paul Mitchell, Garth Ivan Richard Porter \| – \| \| 9. August 1976 – 29. August 1976 3 Wochen \| 3 \| Fox \| S-S-S-Single Bed Kenny Young \| – \| \| 30. August 1976 – 5. September 1976 1 Woche \| 1 \| Elton John & Kiki Dee \| Don’t Go Breaking My Heart Musik: Elton John; Text: Bernard J. P. Taupin \| – \| \| 6. September 1976 – 31. Oktober 1976 8 Wochen \| 8 \| ABBA \| Dancing Queen Benny Goran Bror Andersson, Björn K. Ulvaeus, Stig Erik Leopold Andersson \| – \| \| 1. November 1976 – 15. November 1976 2 Wochen \| 2 \| Bryan Ferry \| Let’s Stick Together Wilbert Harrison \| – \| \| 16. November 1976 – 26. Dezember 1976 6 Wochen \| 6 \| ABBA \| Money, Money, Money Benny Goran Bror Andersson, Björn K. Ulvaeus \| – \| \| 27. Dezember 1976 – 30. Januar 1977 5 Wochen \| 5 \| Chicago \| If You Leave Me Now Peter P. Cetera \| – \| |                                          |                                          |                                                                                         |                           |
| ← 1975 |                                          |                                          |                                                                                         | → 1977 →                  |
| Zeitraum | Wo. ges.                                 | Interpret                                | Titel Autor(en)                                                                         | Zusätzliche Informationen |
| (Zeitraum, Wochen auf Platz eins, Interpret, Titel, Autor[en], zusätzliche Informationen) |                                          |                                          |                                                                                         |                           |
| 3. November 1975 – 11. Januar 1976 10 Wochen | 10                                       | ABBA                                     | Mamma Mia Benny Goran Bror Andersson, Björn K. Ulvaeus                                  | –                         |
| 12. Januar 1976 – 18. Januar 1976 1 Woche | 1                                        | ABBA                                     | SOS Stig Erik Leopold Andersson, Benny Goran Bror Andersson, Björn K. Ulvaeus           | –                         |
| 19. Januar 1976 – 29. Februar 1976 6 Wochen | 6                                        | Ted Mulry Gang                           | Jump in My Car Martin Albert Mulry                                                      | –                         |
| 1. März 1976 – 21. März 1976 3 Wochen | 3                                        | C. W. McCall                             | Convoy William Fries, Chip Davis                                                        | –                         |
| 22. März 1976 – 4. April 1976 2 Wochen | 2                                        | Queen                                    | Bohemian Rhapsody Frederick Mercury                                                     | –                         |
| 5. April 1976 – 11. Juli 1976 14 Wochen | 14                                       | ABBA                                     | Fernando Benny Goran Bror Andersson, Björn K. Ulvaeus, Stig Erik Leopold Anderson       | –                         |
| 12. Juli 1976 – 8. August 1976 4 Wochen | 4                                        | Sherbet                                  | Howzat Anthony Paul Mitchell, Garth Ivan Richard Porter                                 | –                         |
| 9. August 1976 – 29. August 1976 3 Wochen | 3                                        | Fox                                      | S-S-S-Single Bed Kenny Young                                                            | –                         |
| 30. August 1976 – 5. September 1976 1 Woche | 1                                        | Elton John & Kiki Dee                    | Don’t Go Breaking My Heart Musik: Elton John; Text: Bernard J. P. Taupin                | –                         |
| 6. September 1976 – 31. Oktober 1976 8 Wochen | 8                                        | ABBA                                     | Dancing Queen Benny Goran Bror Andersson, Björn K. Ulvaeus, Stig Erik Leopold Andersson | –                         |
| 1. November 1976 – 15. November 1976 2 Wochen | 2                                        | Bryan Ferry                              | Let’s Stick Together Wilbert Harrison                                                   | –                         |
| 16. November 1976 – 26. Dezember 1976 6 Wochen | 6                                        | ABBA                                     | Money, Money, Money Benny Goran Bror Andersson, Björn K. Ulvaeus                        | –                         |
| 27. Dezember 1976 – 30. Januar 1977 5 Wochen | 5                                        | Chicago                                  | If You Leave Me Now Peter P. Cetera                                                     | –                         |

## Alben
| ← 1975 ← | Liste der Nummer-eins-Hits in Australien | Liste der Nummer-eins-Hits in Australien | Liste der Nummer-eins-Hits in Australien | 1977 →                    |
| \| Zeitraum \| Wo. ges. \| Interpret \| Titel \| Zusätzliche Informationen \| \| (Zeitraum, Wochen auf Platz eins, Interpret, Titel, zusätzliche Informationen) \| \| \| \| \| \| ------------------------------------------------------------------------------ \| -------- \| ------------ \| -------------------- \| ------------------------- \| \| 8. Dezember 1975 – 22. Februar 1976 11 Wochen \| 11 \| ABBA \| ABBA \| – \| \| 23. Februar 1976 – 14. März 1976 3 Wochen \| 3 \| Bob Dylan \| Desire \| – \| \| 15. März 1976 – 28. März 1976 2 Wochen \| 2 \| Queen \| A Night at the Opera \| – \| \| 29. März 1976 – 18. Juli 1976 16 Wochen \| 16 \| ABBA \| The Best of ABBA \| – \| \| 19. Juli 1976 – 25. Juli 1976 1 Woche (insgesamt 2) \| 2 \| Sherbet \| Howzat \| – \| \| 26. Juli 1976 – 8. August 1976 2 Wochen (insgesamt 4) \| 4 \| Neil Diamond \| Beautiful Noise \| – \| \| 9. August 1976 – 15. August 1976 1 Woche (insgesamt 2) \| 2 \| Sherbet \| Howzat \| – \| \| 16. August 1976 – 29. August 1976 2 Wochen (insgesamt 4) \| 4 \| Neil Diamond \| Beautiful Noise \| – \| \| 30. August 1976 – 7. November 1976 10 Wochen \| 10 \| Rod Stewart \| A Night on the Town \| – \| \| 8. November 1976 – 21. November 1976 2 Wochen \| 2 \| Bryan Ferry \| Let’s Stick Together \| – \| \| 22. November 1976 – 16. Januar 1977 8 Wochen \| 8 \| ABBA \| Arrival \| – \| |                                          |                                          |                                          |                           |
| ← 1975 |                                          |                                          |                                          | → 1977 →                  |
| Zeitraum | Wo. ges.                                 | Interpret                                | Titel                                    | Zusätzliche Informationen |
| (Zeitraum, Wochen auf Platz eins, Interpret, Titel, zusätzliche Informationen) |                                          |                                          |                                          |                           |
| 8. Dezember 1975 – 22. Februar 1976 11 Wochen | 11                                       | ABBA                                     | ABBA                                     | –                         |
| 23. Februar 1976 – 14. März 1976 3 Wochen | 3                                        | Bob Dylan                                | Desire                                   | –                         |
| 15. März 1976 – 28. März 1976 2 Wochen | 2                                        | Queen                                    | A Night at the Opera                     | –                         |
| 29. März 1976 – 18. Juli 1976 16 Wochen | 16                                       | ABBA                                     | The Best of ABBA                         | –                         |
| 19. Juli 1976 – 25. Juli 1976 1 Woche (insgesamt 2) | 2                                        | Sherbet                                  | Howzat                                   | –                         |
| 26. Juli 1976 – 8. August 1976 2 Wochen (insgesamt 4) | 4                                        | Neil Diamond                             | Beautiful Noise                          | –                         |
| 9. August 1976 – 15. August 1976 1 Woche (insgesamt 2) | 2                                        | Sherbet                                  | Howzat                                   | –                         |
| 16. August 1976 – 29. August 1976 2 Wochen (insgesamt 4) | 4                                        | Neil Diamond                             | Beautiful Noise                          | –                         |
| 30. August 1976 – 7. November 1976 10 Wochen | 10                                       | Rod Stewart                              | A Night on the Town                      | –                         |
| 8. November 1976 – 21. November 1976 2 Wochen | 2                                        | Bryan Ferry                              | Let’s Stick Together                     | –                         |
| 22. November 1976 – 16. Januar 1977 8 Wochen | 8                                        | ABBA                                     | Arrival                                  | –                         |